# Tunnat (Familienname)
Der Familienname Tunnat ist litauischen Ursprungs. Dort wird er bis heute Tunaitis geschrieben. Eine konkrete Bedeutung des Namens lässt sich im Litauischen laut Sprachwissenschaftlern der Universität Vilnius nicht herleiten. Die ostpreußisch-deutsche Form Tunnat kam 1825 erstmals im damaligen Ostpreußen auf. Der Nachname Tunnat ist in Deutschland mit rund 40 Namensträgern sehr selten. Außer in Deutschland finden sich in den USA circa 25 Namensträger als Nachkommen ostpreußischer Auswanderer des 19. und frühen 20. Jahrhunderts. Daneben leben in den USA mehr Nachkommen des litauischen Familienzweigs unter dem Namen Tunaitis als Nachkommen litauischer Immigranten.
Der Ursprung der Tunaitis/Tunnat lässt sich auf zwei Orte in Litauen eingrenzen: Radviliškis (deutsch Radwillischken) im Bezirk Šiauliai (deutsch Schaulen) sowie Juodpetriai (deutsch Schwarzpeter) in der Region Tauragė (deutsch Tauroggen). Beide Orte sind mit dem litauischen Hochadelsgeschlecht Radziwiłł verbunden.  Radviliškis wurde von den Radziwills gegründet;  Tauroggen war ein Allod der Familie. Juodpetriai war Grenzort der Herrschaft Tauroggen, es gab eine Postkutschen-Station im Ort. Von hier wanderte ein Tunaitis 1695 nach Nemmersdorf (Kreis Gumbinnen) aus. Zwischen 1695 und 1744 wechselte die Schreibweise des Namens von Tunaitis zu Tunnaitis. Ab 1763 herrschte die Schreibweise Tunnatis vor. Ab 1825 wird der Name Tunnat geschrieben. Der litauische Teil der Familie Tunnat behielt die traditionelle Schreibweise Tunaitis bei. Das berühmteste Familienmitglied im Litauen der Gegenwart war Juozas Tunaitis, der 2012 verstorbene Erzbischof von Vilnius. Ein zu traurig-negativem Ruhm gelangtes deutsches Familienmitglied war Heinrich Tunnat.

## Archive
- Archiv Kirche Jesu Christi – Salt Lake City, USA
- Litauisches historisches Staatsarchiv – Vilnius
- Litauisches zentrales Staatsarchiv – Vilnius
- Staatsarchiv Ostpreußen – Leipzig

## Namensträger
siehe: Tunnat